# WinAVR
WinAVR — программный пакет для операционных систем семейства Windows, включающий в себя кросс-компилятор и инструменты разработки для микроконтроллеров серий AVR и AVR32 фирмы Atmel.
WinAVR и все входящие в него программы являются открытым программным обеспечением, выпущенным под лицензией GNU, но распространяются в скомпилированном виде. Версия WinAVR обозначается датой выхода (например, WinAVR-20060125 вышла 25 января 2006 года).

## Состав
WinAVR включает следующий набор компонентов:
- Programmers Notepad — удобный редактор программиста и интегрированная среда разработки (IDE);
- AVR GCC — оптимизирующий компилятор языков С/C++ для AVR (после установки WinAVR интегрируется в AVR Studio);
- AVR-LibC — стандартная С-библиотека AVR для использования с GCC[1];
- GNU_Binutils — коллекция утилит, включающая в себя ассемблер avr-as, компоновщик и утилиты манипуляции файлами в форматах *.elf, *.coff (используемыми для отладки и генерации загрузочных файлов) для микроконтроллеров AVR;
- MFile — автоматический генератор управляющего файла программы make, контролирующей сборку программ с помощью AVR GCC;
- gdb — дебаггер (отладчик) с интерфейсом командной строки; 
  - Insight — оболочка графического интерфейса дебаггера;
  - SimulAVR — симулятор семейства микроконтроллеров AVR с поддержкой интерфейса к отладчику gdb;
  - AVaRICE (JTAG ICE interface) — программа для работы с внутрисхемным отладочным интерфейсом JTAG ICE в микропроцессорах Atmel (используется вместе с отладчиком gdb);
- Avrdude — программатор (программа для загрузки и выгрузки кода микроконтроллеров);
  - avrdude-gui — графический интерфейс пользователя для AVRDUDE (только в версиях до WinAVR-20060421 включительно);
- SRecord — коллекция утилит для манипуляции с загрузочными файлами EPROM различных форматов;

Также дистрибутив включает в себя стандартные для операционной системы UNIX утилиты как find, make, grep, awk, sed и т. д., 
и основанный на Scintilla редактор для программирования. 
Входящий в состав пакета кросскомпилятор AVR-GCC поддерживает не только входные языки C и C++, но и Objective-C, и обеспечивает полную среду разработки для AVR32.
WinAVR не имеет мастера исходного кода настройки аппаратуры AVR и интерфейса с различными устройствами, однако код, генерируемый мастером компилятора CVAVR, можно скомпилировать в WinAVR (возможно, с некоторыми правками).

## Состояние разработки
Последний релиз был выпущен 20 января 2010 года, после чего разработка была заморожена. Прекращение разработки было объяснено разработчиком тем, что он в настоящее время занят в разработке Atmel Studio, практически идентичный по набору входящих в него программ и включивший в себя большинство наработок WinAVR . Однако в середине 2011 года было анонсировано продолжение работы проекта.